# Аль-Хасан бин Аяд
Хасан бин Али бин Мухаммад бин Аяд бин Маръи Аль-Язиди Аль-Аяд Аль-Мугайди (араб.الحسن بن عياد) - Последний шейх и первый, но тоже последний, эмир Верхнего Асира был значимой фигурой в истории региона Асир на юго-западе современной Саудовской Аравии. Сыграл ключевую роль в политических и военных событиях начала XX века.

## Биография и правление
Родился в Верхнем Асире в XIX веке. В 1911 стал шейхом после своего дяди Абдуллы, а в августе 1916 года Аль-Хасан бин Аяд окончательно утвердился, как послений правитель Верхнего Асира. В период, когда регион находился под постоянным давлением со стороны как внешних, так и внутренних сил. Его правление пришлось на время, когда Османская империя теряла свои позиции на Аравийском полуострове, а различные племена и местные лидеры стремились к расширению своих владений.
Правление Аль-Хасана бин Аяда было омрачено конфликтами. После эвакуации турок из Абхи в Первую мировую войну Хасан восстановил контроль над городом и попытался договориться с идрисидами, но соглашение не состоялось, что привело к битвам при Рабиа и Аль-Батхе, где Аль-Идриси потерпел поражение. В 1920 году регион охватили восстания Ихванов и местных племен, которые были недовольны его правлением. Эти восстания были вызваны как внутренними проблемами, так и внешними влияниями. Ихваны, религиозное военное движение, стремились распространить свои идеи и увеличить свое влияние. А затем в конфликт вмешался соседний эмират Неджд и страна, которой руководил бин Аяд была разделена между Саудией и Асиром.

## Значение
Аль-Хасан бин Аяд является важной исторической фигурой, чье правление и действия оказали значительное влияние на судьбу региона Асир. Его поражение в борьбе с Абдул-Азизом ибн Саудом стало важным шагом на пути к созданию современного Саудовского государства и объединению разрозненных территорий на Аравийском полуострове.